# قارماوات
القارماوات (الاسم العلمي: Sarcoptinae) هي أسرة من الحيوانات تتبع الفصيلة القارمات من رتبة قارميات الشكل.

## أجناس القارماوات
- القارمة